# Dinera suffulva
Dinera suffulva är en tvåvingeart som först beskrevs av Villeneuve 1943.  Dinera suffulva ingår i släktet Dinera och familjen parasitflugor. Inga underarter finns listade i Catalogue of Life.